# Dikgatlong
Dikgatlong (officieel Dikgatlong Plaaslike Munisipaliteit) is een gemeente in het Zuid-Afrikaanse district Frances Baard.
Dikgatlong ligt in de provincie Noord-Kaap en telt 46.841 inwoners.

## Hoofdplaatsen
Dikgatlong is op zijn beurt nog eens verdeeld in 14 hoofdplaatsen (Afrikaans: nedersettings) en de hoofdstad van de gemeente is de hoofdplaats Barkly-Wes.
- Barkly-Wes
- Delportshoop
- Gong-Gong
- Windsorton
- Longlands
- Pniel Estate
- Sydney on Vaal
- Ulco
- Vaalbos National Park
- Vaal-Gamagara
- Corn's Village